# Batillipes amblypyge
Espèce
Batillipes amblypyge est une espèce de tardigrades de la famille des Batillipedidae. 

## Distribution
Cette espèce est endémique de la province de Buenos Aires en Argentine. Elle a été découverte sur la plage à Monte Hermoso dans l'océan Atlantique.

## Publication originale
- Menechella, Bulnes & Cazzaniga, 2017 : Two new species of Batillipes (Tardigrada, Arthrotardigrada, Batillipedidae) from the Argentinean Atlantic coast, and a key to all known species. Marine Biodiversity, p. 1-9.